# Rolf Larcher
Rolf Larcher (Meilen, 1934. június 9. – 2024. március 5.) olimpiai bronzérmes svájci evezős.

## Pályafutása
Az 1960-as római olimpián kétpárevezősben Ernst Hürlimannal bronzérmet szerzett.

## Sikerei, díjai
- Olimpiai játékok
  - bronzérmes: 1960, Róma (kétpárevezős)